# 89 Pułk Grenadierów (Cesarstwo Niemieckie)
89 Pułk Grenadierów (1 Wielkoksiążęcy Meklenburski) (niem. Großherzoglich Mecklenburgisches Grenadier-Regiment Nr. 89  – pułk piechoty niemieckiej okresu Cesarstwa Niemieckiego.

## Historia
Pułk został sformowany 3 kwietnia 1782. Stacjonował w Schwerin i Neustrelitz . Wchodził w skład VIII Korpusu Armijnego .
W wyniku mobilizacji, w sierpniu 1914 pułk osiągnął gotowość bojową i w składzie 34 Brygady Piechoty 17 Dywizji został wysłany na front zachodni.

## Bibliografia

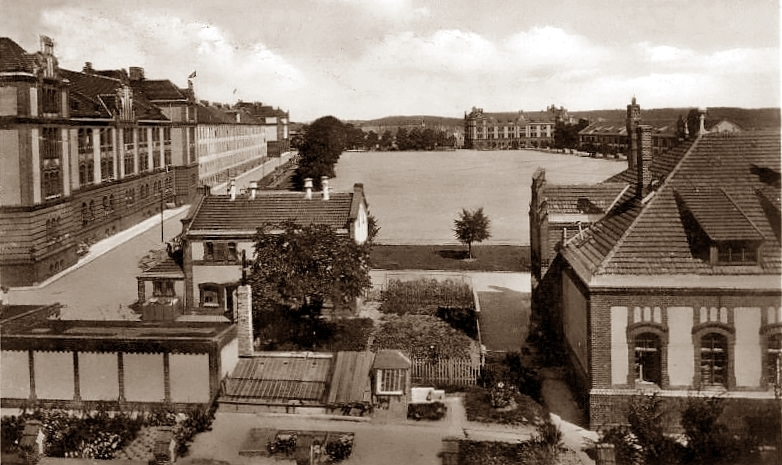
Koszary pułku w Schwerinie